# 군대개미

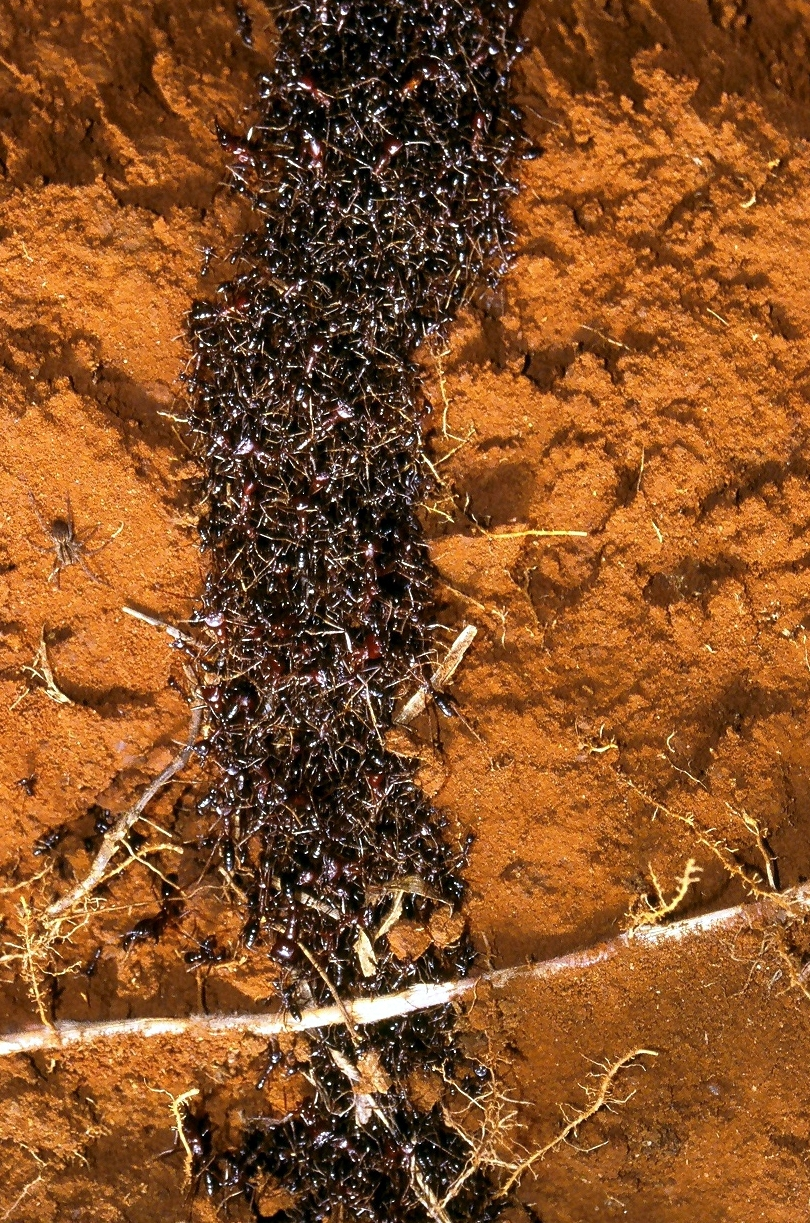
아프리카의 Dorylus 공습

군대개미(영어: army ant)는 약 250종의 개미를 칭하는 용어로서, 이 200종의 개미가 매우 호전적이고 보통 개미들과 달리 한 둥지에서 지내는 것이 아니라 유랑 생활을 한다는 데서 붙여진 이름이다. 군대개미들은 엄청난 수로서 사냥을 한다. 모든 군대개미는 개미과에 속한다. 군대개미는 북미, 남미, 아프리카, 오스트레일리아, 아시아등 열대와 아열대 지역 대부분에 서식한다.

## 분류
군대개미는 아래와 같은 다섯개의 아과로 나뉘며, 각 아과 밑에 있는 속은 다음과 같다.
침개미아과 (Ponerinae)
- 렙토게니스(Leptogenys) (몇몇 종)
- 오니코미르멕스(Onychomyrmex)
- 시모펠타속 (Simopelta)

두배자루마디개미아과 (Myrmicinae)
- 페이돌레게톤(Pheidolegeton)

렙타닐로이디나이아과 (Leptanilloidinae)
- 아스핀크타닐로이데스속 (Asphinctanilloides)
- 렙타닐로이데스속 (Leptanilloides)

렙타닐리나이아과 (Leptanillinae)
- 아노말로미르마속 (Anomalomyrma)
- 렙타닐라속 (Leptanilla)
- 파울로미르마속 (Phaulomyrma)
- 프로타닐라속 (Protanilla)
- 야브넬라속 (Yavnella)

에키토니나이(Ecitoninae) 아과
- 에닉투스(Aenictus)
- 켈리오미르멕스(Cheliomyrmex)
- 장님개미(Dorylus)
- 에키톤(Eciton)
- 라비두스(Labidus)
- 네이바미르멕스(Neivamyrmex)
- 노마미르멕스(Nomamyrmex)

## 에사이토니네이
많은 신세계 개미들은 에사이튼네 아과에 속하는데, 에사이튼네 아과는 다시 첼이오머메시니(Cheliomyrmecini) 족과 에사이튼니(Ecitonini)족으로 나뉜다. 첼이오머메시니 족에는 오직 첼이오머멕스 속이 있으며, 에사이튼니 족은 네개의 속, 즉 노마머멕스, 네이바머멕스, 라비더스, 에사이튼 속이 포함되어있고, 에사이튼니 족은 에사이튼 속에서 그 이름을 얻었다. 네이바머멕스 속이 군대개미중 종이 가장 많이 있어 약 120 종이 속해 있다. 에사이튼 속에서 가장 우수한 종은 에사이튼 버어첼리(Eciton burchellii)로 이 종을 전형적인 군대개미라고 본다.
위에서 언급하지 않은 나머지 두속, 즉 엔시터스 속과 도릴루스 속은 구세계에서 살고, 이들은 각각 에닉티니 족과 도릴러스 족에 속한다. 엔시터스 속에는 약 50종, 도리러스 속에는 약 60 종이 속한다.

## 식성
군대개미는 주로 바퀴벌레, 메뚜기, 풀무치, 귀뚜라미 같은 곤충을 먹고, 주식은 바퀴벌레이다. 군대개미가 잡은 곤충 등은 몇토막으로 잘리고 후방으로 운송된다. 군대개미는 주위의 곤충을 대부분 없앤다.

## 계급
군대개미의 일개미는 대부분 날 때부터 네 계급으로 나뉜다.
- 대형 일개미: 군대개미의 병정개미 역할을 한다. 일개미중에서 가장 크며, 큰턱은 낫처럼 생겼다.
- 버금대형 일개미: 포획한 먹이를 후방으로 운반하는 업무를 담당한다. 대형일개미와 버금대형 일개미는 모두 몸의 색이 중형 일개미와 다르다.
- 중형 일개미: 일개미 수의 약 3분의 2를 차지한다. 이들은 일반 노동자로, 다양한 업무를 할 수 있다.
- 소형 일개미: 여왕을 돌본다.

## 혼인 비행
군대개미는 혼인 비행을 하지 않는다. 그 대신 군대개미의 수개미들은 다른 군대개미 군체로 이동하여 여왕과 짝짓기를 하고, 짝짓기를 마치면 여왕개미처럼 날개를 끊어버리는 습성을 가진다. 군대개미의 수캐미들은 특이하게도 여왕개미와 몸집이 비슷하다.또한 이들의 몸은 수많은 분비샘으로 가득 차 있는데, 이는 여왕을 흉내내어 다른 군락에서도 살아남을 수 있도록 진화한 것으로 보인다. 짝짓기를 마쳐 더 이상 쓸모없어진 수캐미들은 군체로부터 버림받거나 일개미들에게 도륙당한 뒤 먹이로 쓰이게 된다.